# Die Tintenfische – Unterwasserdetektive greifen ein
Die Tintenfische – Unterwasserdetektive greifen ein ist eine westdeutsche Fernsehserie, die 1966 vom ZDF im Vorabendprogramm ausgestrahlt wurde. Sie war die erste deutsche Fernsehserie, in der extensiv Unterwasseraufnahmen verwandt wurden.

## Handlung
Pit Brown und sein Assistent Tomy sind Die Tintenfische. Sie arbeiten international als Detektive für verschiedene nationale und regionale Polizeibehörden und werden immer dann angefordert, wenn ihre speziellen Fähigkeiten als Taucher gefordert sind. Ihr Markenzeichen sind silberfarbene Neoprenanzüge mit einem Tintenfischsymbol auf der Vorderseite. Sie arbeiten mit modernster Unterwassertechnik wie z. B. Überwachungskameras, mit denen sie unterseeische Objekte von Bord ihres Boots observieren können. Oftmals springen sie von einem Hubschrauber direkt über ihrem Einsatzgebiet ab. Auch besitzen sie eine Tintenstrahlpistole, die sie bei Gefahr gegen Gegner unter Wasser einsetzen können und die nach dem Prinzip des Tintenfischs arbeitet.
Die Tintenfische bearbeiten die verschiedensten Fälle und werden auch bei Unfällen gerufen. In der Episode Alarm auf dem See retten sie in Bayern zwei Kinder, die mit einem Kleinst-U-Boot unerlaubt eine Spritztour unternehmen und auf den Grund eines Sees sinken. In Nasse Spuren kommen sie in Hamburg einer Bande auf die Spur, die als Taucher Einbrüche auf Schiffen verübt. Auch jagen sie Entführer und Rauschgifthändler, entlarven Diebe von archäologischen Fundstücken und fangen Schmuggler und Versicherungsbetrüger. In U 312 untersuchen sie ein am Ende des Zweiten Weltkriegs in Spanien selbst versenktes U-Boot der Kriegsmarine, das geheimnisvolle Pläne an Bord hatte, die das Interesse von verschiedenen Geheimdiensten hervorrufen.

## Produktion

### Stab
- Drehbuch: Alexander Bergk, Armin Dahlen, Bob Iller, Peter H. Krause, Sam Saymen, Peter Müller, Franz Pikola, Manfred Otto Weninger
- Kamera: Robert Hofer, Unterwasserkamera Peter H. Krause
- Schnitt: Bettyna Lewerthoff

### Hintergründe
Die Idee zur Serie stammte von Manfred Otto Weninger; Vorbild war offenbar die US-amerikanische Fernsehserie Abenteuer unter Wasser bzw. die daraus entstandene Produktion The Aquanauts mit Ron Ely in einer Hauptrolle. Regisseur Armin Dahlen hatte kurz zuvor Alarm in den Bergen abgedreht, wie Hafenpolizei eine Krimiserie, die in einem spezifischen Milieu angesiedelt ist. Für die Unterwassertechnik war der Kameramann Peter H. Krause verantwortlich. Die originelle Filmmusik bzw. musikalische Untermalung vor allem der Unterwasserszenen stammte von Gerhard Trede.
Die Serie wurde in Westdeutschland, aber auch in Frankreich, Spanien und offenbar auch in Italien gedreht, wobei vor Ort Kleindarsteller rekrutiert wurden, die synchronisiert werden mussten. Sie wurde bereits nach einer Staffel eingestellt und, soweit bekannt, nie wiederholt. Die Hintergründe sind unklar; möglicherweise war die Unterwasserfotografie, die den Reiz der Serie ausmachte, zu aufwändig. Außerdem wurde 1967 in Westdeutschland das Farbfernsehen eingeführt, was grade bei einer Serie, die von exotischen Schauplätzen sowohl über als auch unter Wasser lebte, eine noch aufwändigere Farbfotografie erfordert hätte, um zukünftig konkurrenzfähig gegenüber anderen Farbfernsehenproduktionen zu sein.

## Episoden
1. Drei Meilen vor Marseille
2. Nasse Spuren
3. Ertrinken auf Bestellung
4. Alarm auf dem See
5. Heiße Ware
6. Die Toten sind nicht an Bord
7. Langusten à la carte
8. Gold schwimmt im Wasser
9. U 312
10. Rennwagen X 2000
11. Industriespionage
12. Caesars Teller
13. Rauschgiftjagd

## Überlieferung
Die Serie wurde 2014 von der Pidax film media Ltd. im Rahmen der Pidax Serien-Klassiker auf DVD ediert.